# Wilhelm Haferkamp
Wilhelm Haferkamp (Duisburg, 1º luglio 1923 – Bruxelles, 17 gennaio 1995) è stato un sindacalista e politico tedesco.
È stato a lungo commissario europeo.

## Formazione
I genitori di Haferkamp erano entrambi operai impiegati in un'industria chimica.
Nel 1942 Haferkamp si unì alla Wehrmacht e combatté come artigliere nella battaglia di Kursk.
Tra il 1946 e il 1949 studiò scienze economiche e sociali all'università di Colonia e si laureò come economista.

## Carriera sindacale
Haferkamp era iscritto al sindacato HBV, che raggruppava i lavoratori del commercio, del settore bancario e assicurativo e dei servizi. Dal gennaio 1957 al 1962 fu segretario della Confederazione dei sindacati tedeschi (DGB) nel land Renania Settentrionale-Vestfalia.
Dal 1962 al 1967 fu dirigente nazionale del DGB, responsabile per le politiche economiche. Fu membro del Comitato economico e sociale europeo.

## Carriera politica
Haferkamp era un esponente del Partito Socialdemocratico di Germania. Dal luglio 1958 al luglio 1966 e poi per alcuni mesi nel 1967 fu membro del parlamento regionale della Renania Settentrionale-Vestfalia.

### Commissario europeo
Nel 1967 venne nominato commissario europeo. Ricoprì l'incarico ininterrottamente fino al gennaio 1985, facendo così parte di sei diverse commissioni. È stato il commissario europei più longevo in assoluto. Dal 1967 al 1981 fu anche vicepresidente della commissione.
Nella Commissione Rey (1967-1970) fu commissario per l'energia, nelle commissioni Malfatti e Mansholt (1970-1973) commissario per il mercato interno e l'energia, nella Commissione Ortoli (1973-1977) commissario per gli affari economici e finanziari e nelle commissioni Jenkins e Thorn (1977-1985) commissario per le relazioni esterne.
A partire dal 1979 Haferkamp venne criticato per le sue spese di viaggio, considerate eccessive.

## Altre attività
Dal 1976 al 1995 fu editorialista del quotidiano Neue Ruhr Zeitung.
Dal gennaio 1985 fino al 1995 Haferkamp rappresentò gli interessi dei länder di Amburgo e dello Schleswig-Holstein presso le Comunità europee e l'Unione europea. L'Hansa-office fu il primo ufficio di rappresentanza degli stati federati della Germania presso le Comunità europee.

## Vita personale
Haferkamp si sposò nel 1951
Morì nel 1995 di leucemia.

## Curiosità
Haferkamp non parlava inglese.